# Deutschland 86
Deutschland 83 Deutschland 89
Deutschland 86 [ˈdɔʏtʃlant zɛks.ʊnt.ˈʔaxtsɪç] est une série télévisée allemande en dix parties d'environ 47 minutes mise en ligne le 19 octobre 2018 sur Amazon Prime.
Elle met en vedette Jonas Nay en tant qu'agent de l'Allemagne de l'Est en 1986. C'est la suite de la série Deutschland 83 et la préquelle de Deutschland 89.
En France la série est diffusée à partir du 29 avril 2019 sur Canal+. En Suisse, la série est diffusée sur la RTS à partir d'août 2020.

## Synopsis
Nous sommes en 1986, cela fait trois ans que Martin Rauch, agent de la RDA, est exilé en Angola. Il reçoit la visite de Lenora, sa tante, elle aussi agent de la Stasi, qui lui demande de reprendre du service pour une nouvelle mission. Il s'agit d'intervenir dans une livraison d'armes de la RFA à destination de l'Afrique du Sud. Martin sabote la vente quand il apprend que les armes devaient être utilisées en Angola.

## Distribution
- Jonas Nay (VF : Maxime Donnay) : Martin Rauch
- Maria Schrader (VF : France Bastoen) : Lenora Rauch, la tante de Martin et ancienne gestionnaire de la Stasi, opérant maintenant au Cap.
- Florence Kasumba (VF : Mélanie Dermont) : Rose Seithathi, membre du Congrès national africain (ANC) travaillant avec Lenora.
- Sylvester Groth (VF : Jean-Michel Vovk) : Walter Schweppenstette, ancien chef de Lenora à la Mission permanente de l'Allemagne de l'Est (StäV), et père anonyme de Martin, rétrogradé après l'incident de 1983.
- Sonja Gerhardt (VF : Élisabeth Guinand) : Annett Schneider, ancienne fiancée de Martin, désormais agent de renseignement subalterne dans le cercle restreint du StäV est-allemand.
- Lavinia Wilson (VF : Karin Clercq) : Brigitte Winkelmann, dentiste, épouse du délégué commercial ouest-allemand et agent pour le service de renseignement ouest-allemand (BND).
- Ludwig Trepte : Alex Edel, un homosexuel ouest-allemand ayant servi comme Oberleutnant dans l’armée avec Martin avant d’être licencié. Travaille maintenant dans un hospice pour malades du sida avec Tim.
- Alexander Beyer (VF : Philippe Allard) : Tobias Tischbier, l'ancien responsable du bras étranger de la Stasi, la Direction principale de la reconnaissance (HVA), qui est maintenant membre du Parlement du Parti alternatif.
- Fritzi Haberlandt : Tina Fischer, un médecin est-allemand dont le frère romancier, Thomas Posimski, s'est réfugié en Allemagne de l'Ouest.
- Vladimir Burlakov (de) (VF : Stéphane Pelzer) : Thomas Posimski, ancien amant d'Annett et frère de Tina.
- Anke Engelke (VF : Micheline Tziamalis) : Barbara Dietrich, nouvelle consultante financière du StäV.
- Chris Veres (de) : Tim, un soldat américain basé à Berlin, qui travaille avec Alex dans un hospice pour malades du sida.
- Uwe Preuss (de) (VF : Pascal Racan) : Markus Fuchs, associé de Walter, promu au poste de Walter au StäV.
- Carina Wiese (VF : Carole Baillien) : Ingrid Rauch, la mère de Martin
- Michaela Caspar (de) : Mme Netz, ancienne secrétaire du père d'Alex à la Bundeswehr, qui travaille maintenant en tant qu'agent pour le BND.
- Jonathan Pienaar (en) (VF : Philippe Resimont) : Gary Banks, un mercenaire sud-africain, engagé par Leonora et Martin
- Philipp Hochmair (VF : Laurent Vernin) : Frank Winkelmann
- Arnd Klawitter (de) (VF : Simon Duprez) : Florian Amend
- Raul Casso : Hector Valdez, agent de la CIA, voisin de Walter Schweppenstette.

## Épisodes

### Épisode 1:Utilisation finale
Voilà trois ans que Martin Rauch, agent de la Stasi, vit en exil en Angola. Lenora l’y retrouve pour lui proposer une mission : l’aider à mener à bien une vente secrète d’armes à l’armée sud-africaine, qui doit avoir lieu au Cap. Martin ne sait pas que ce contrat doit permettre de renflouer les caisses de la RDA, en pleine crise économique.

### Épisode 2:Convoi très spécial
Lenora et Martin engagent Gary Banks, un homme de l’ombre, pour qu’il les conduise en Angola où se fera la vente d’armes. Parce que Banks exige une grosse somme, Lenora suggère que Martin vole le diamant de Brigitte Winkelmann, femme de l’ambassadeur de RFA au Cap. Tischbier, Thomas et leur groupe préparent un happening pour dénoncer l’apartheid.

### Épisode 3:Vives tensions
Gary Banks utilise des méthodes plutôt musclées pour conduire Martin et Lenora à la raffinerie tenue par le MPLA. Sur place, le trio est reçu par le Commandant Joao Kalumba, l’acquéreur de la cargaison d’armes. Martin sait que Banks va les doubler. En RDA, le gouvernement organise des tests cliniques qui mettent en danger la vie des patients. 

### Épisode 4:Tractations
Martin se réveille dans le désert de Libye. Gary Banks l’a abandonné aux mains d’un certain Khaled. Lenora le croit mort. En parallèle, Banks engage des négociations avec Brigitte. En RDA, Walter Schweppenstette dirige l’opération « Croisière de rêve » mise en place pour contourner l’embargo imposé par l’ONU aux entreprises est-allemandes. 

### Épisode 5:Hotel Voltaire
Les services de renseignements d’Europe occidentale savent qu’un attentat va être perpétré à Paris où se trouvent Brigitte et Martin. Ce dernier révèle à Brigitte le seul indice qu’il possède : « hôtel Voltaire ». Schweppenstette envoie Nina retrouver Martin ; elle lui montre la photo d'une femme devant l'ambassade libyenne à Berlin-Est.

### Épisode 6:Parfait coupable
L’attentat au Club Paradise de Berlin-Ouest a fait plusieurs morts et plus de deux cents blessés. L’antiterrorisme américain est sur les dents. Martin, qui avait orienté les recherches vers Paris, devient l’un des principaux suspects. De son côté, le gouvernement est-allemand soupçonne Schweppenstette d’avoir transmis des informations à l’Ouest. 

### Épisode 7:Pour un monde meilleur
Lenora retourne en Allemagne de l'Est avec Rose, déterminée à développer une technologie de communication ultra secrète pour l'ANC dans le cadre de l’opération VULA. 

### Épisode 8:Avenir incertain
Emprisonnée, Tina est interrogée, et tente de savoir ce qu’il est arrivé à ses filles. Martin et Brigitte mettent au point les derniers détails de sa mission à l’Est pour le compte du service des renseignements de la RFA. La catastrophe nucléaire de Tchernobyl met en émoi l’Europe entière.

### Épisode 9:Confrontations
De retour en RDA, Martin est interrogé par Annett au QG de la Stasi. Tina est enfin libérée ; elle ignore encore que ses deux filles sont retenues dans un orphelinat dans l’attente d’une adoption. Lenora et Rose peaufinent leur plan pour acheminer les armes vers leurs camarades en Afrique du Sud. 

### Épisode 10:La Légende du colibri
L’opération Croisière prend l’eau. L’heure des explications a sonné entre Brigitte et son mari ; c’est également le cas pour Martin et Lenora. Mis au courant de la situation de Tina, Martin tente de récupérer ses deux filles. Il aimerait surtout s’enfuir avec son fils Max. La RDA est au bord de la faillite.